# Светско првенство у кошарци 2019 — група О
Група O на Светском првенству у кошарци за 2019. представља фазу разигравања на Светском првенству у којој ће разигравање играти четири тима, два најгорепласирана тима из групе Е и два из групе Ф. Преносе се резултати против тимова који су се такође квалификовали. Тимови ће играти против тимова из групе са којом се раније нису сусретали, играће се укупно две утакмице по екипи, а све утакмице су игране у Спортском центру Донфенг Нисан, Дунгуан. Након одигравања свих утакмица, првопласирани тим ће бити распоређен од 17. до 20. места, другопласирани тим од 21. до 24. места, трећепласирани тим од 25. до 28. места, а четвртопласирани тим 29. до 32. места.

## Квалификовани тимови
| Група | Трећепласирани | Четвртопласирани |
| ----- | -------------- | ---------------- |
| Е     | Турска         | Јапан            |
| Ф     | Нови Зеланд    | Црна Гора        |

## Пласман (Табела)
| Поз. | Табела групе О | ИГ | Д | И | П+  | П-  | Разл. | Бод. | Коментари                       |
| ---- | -------------- | -- | - | - | --- | --- | ----- | ---- | ------------------------------- |
| 1.   | Нови Зеланд    | 5  | 3 | 2 | 497 | 470 | +27   | 8    | Распоред од 17. до 20. позиције |
| 2.   | Турска         | 5  | 2 | 3 | 434 | 427 | +7    | 7    | Распоред од 21. до 24. позиције |
| 3.   | Црна Гора      | 5  | 1 | 4 | 370 | 406 | -36   | 6    | Распоред од 25. до 28. позиције |
| 4.   | Јапан          | 5  | 0 | 5 | 334 | 464 | -130  | 5    | Распоред од 29. до 32. позиције |

## Утакмице

### Нови Зеланд vs. Јапан
| 7. септембар 2019. 15:30 | Boxscore | Нови Зеланд                                                     | 111 : 81 | Јапан                         | Спортски центар Донгфенг Нисан, Дунгуан Судије: Сергеј Зашчук, Ким Јонг-кук, Кингсли Ојеабуру |  |
| 7. септембар 2019. 15:30 | Boxscore | Четвртине: 29:29, 26:10, 27:22, 29:20                           |          |                               | Спортски центар Донгфенг Нисан, Дунгуан Судије: Сергеј Зашчук, Ким Јонг-кук, Кингсли Ојеабуру |  |
| 7. септембар 2019. 15:30 | Boxscore | Поени: К. Вебстер 27 Скокови: Фоту 10 Асистенције: Т. Вебстер 9 |          | Фазекас 31 Фазекас 9 Танака 5 | Спортски центар Донгфенг Нисан, Дунгуан Судије: Сергеј Зашчук, Ким Јонг-кук, Кингсли Ојеабуру |  |

### Турска vs. Црна Гора
| 7. септембар 2019. 19:30 | Boxscore | Турска                                                     | 79 : 74 | Црна Гора                                | Спортски центар Донгфенг Нисан, Дунгуан Судије: Роберто Васкез, Андрес Бартел, Мичал Проц |  |
| 7. септембар 2019. 19:30 | Boxscore | Четвртине: 16:26, 16:11, 17:21, 30:16                      |         |                                          | Спортски центар Донгфенг Нисан, Дунгуан Судије: Роберто Васкез, Андрес Бартел, Мичал Проц |  |
| 7. септембар 2019. 19:30 | Boxscore | Поени: Осман 19 Скокови: Бирсен 8 Асистенције: Вилбекин 13 |         | Вучевић 20 Дубљевић 8 Поповић, Вучевић 5 | Спортски центар Донгфенг Нисан, Дунгуан Судије: Роберто Васкез, Андрес Бартел, Мичал Проц |  |

### Јапан vs. Црна Гора
| 9. септембар 2019. 15:30 | Boxscore | Јапан                                                      | 65 : 80 | Црна Гора                             | Спортски центар Донгфенг Нисан, Дунгуан Судије: Сергеј Зашчук, Мичал Проц, Ким Јонг-кук |  |
| 9. септембар 2019. 15:30 | Boxscore | Четвртине: 16:26, 17:14, 18:21, 14:19                      |         |                                       | Спортски центар Донгфенг Нисан, Дунгуан Судије: Сергеј Зашчук, Мичал Проц, Ким Јонг-кук |  |
| 9. септембар 2019. 15:30 | Boxscore | Поени: Ватанабе 34 Скокови: Ватанабе 9 Асистенције: Баба 5 |         | Вучевић 18 Бјелица, Вучевић 7 Нидам 8 | Спортски центар Донгфенг Нисан, Дунгуан Судије: Сергеј Зашчук, Мичал Проц, Ким Јонг-кук |  |

### Турска vs. Нови Зеланд
| 9. септембар 2019. 19:30 | Boxscore | Турска                                                           | 101 : 102 | Нови Зеланд                    | Спортски центар Донгфенг Нисан, Дунгуан Судије: Роберто Васкез, Андрес Бартел, Дуан Зу |  |
| 9. септембар 2019. 19:30 | Boxscore | Четвртине: 31:26, 22:24, 24:24, 24:28                            |           |                                | Спортски центар Донгфенг Нисан, Дунгуан Судије: Роберто Васкез, Андрес Бартел, Дуан Зу |  |
| 9. септембар 2019. 19:30 | Boxscore | Поени: Осман 32 Скокови: Бирсен, Осман 6 Асистенције: Вилбекин 7 |           | Ло, Фоту 17 Делани 7 Вебстер 5 | Спортски центар Донгфенг Нисан, Дунгуан Судије: Роберто Васкез, Андрес Бартел, Дуан Зу |  |